# Sven Thörn
Sven Thörn, född 6 juni 1874 i Röddinge församling, Malmöhus län, död 23 december 1955 i Lunds domkyrkoförsamling, Malmöhus län, var en svensk spelman. Han var son till Gustav Tilman Svensson (1851–1930) och pigan Anna Lundgren (1846–1923).

## Karriär
Sven Thörn var en av de mest kända spelmännen i Skåne runt sekelskiftet och i början av 1900-talet. Han omnämnes, med upptecknade melodier, i publikationen Skånska låtar och var deltagare vid spelmansstämman i Lund 1934.
Thörn lärde sig som 7-åring att spela träskofiol. En morbror, Jöns Lundgren, spelade harmonika och av denne jämte en gammal byspeleman, Lars Månsson, vanligen kallad Lars Päng eller Pängen lärde Thörn sina melodier och han utvecklades till en mycket god musikant. Thörn var genom sin andra hustru Anna befryndad med en av Skånes mest kända spelmanssläkter Ramelius. Thörn, som utvecklats till en duktig musikant, spelade ofta tillsammans med svärmodern, Mätta Ramelius, och en broder till henne, Gustaf Ramelius, på bröllop, höstagillen och midsommardanser. Sven cyklade ofta runt och spelade upp till dans på olika ställen. Han kunde vara borta i flera veckor ibland.
Thörn började som 14-åring i smedlära men lämnade detta för militärlivet som han lämnade som distinktionskorpral (motsvarar närmast nuv. furir ) 1891.
Han tjänstgjorde vid Herrestads Kompani i Södra Skånska Infanteriregementet. Det var under sin militärtid han tog namnet Thörn.
1912 flyttade Thörn med familjen till Eslöv där han köpte in sig i Stadsbuden. Efter en olycka kunde han inte längre arbeta så då blev fiolspelandet hans enda levebröd. Han organiserade en dansbana i skogen som hette "Betlehems stjärna". Sven spelade till dans och hans hustru Anna serverade kaffe.
Sven Thörns musik finns representerad på en inspelning av Sonet 2001 på CD:n Spelmanslåtar från Skåne.